# Orderville
Orderville és una població dels Estats Units a l'estat de Utah. Segons el cens del 2000 tenia 596 habitants.

## Demografia
Segons el cens del 2000, Orderville tenia 596 habitants, 194 habitatges, i 150 famílies. La densitat de població era de 25,1 habitants per km².
Dels 194 habitatges en un 39,2% hi vivien nens de menys de 18 anys, en un 67% hi vivien parelles casades, en un 7,7% dones solteres, i en un 22,2% no eren unitats familiars. En el 19,1% dels habitatges hi vivien persones soles el 13,4% de les quals corresponia a persones de 65 anys o més que vivien soles. El nombre mitjà de persones vivint en cada habitatge era de 3,07 i el nombre mitjà de persones que vivien en cada família era de 3,57.
Per edats la població es repartia de la següent manera: un 36,6% tenia menys de 18 anys, un 5,4% entre 18 i 24, un 20,5% entre 25 i 44, un 21% de 45 a 60 i un 16,6% 65 anys o més.
L'edat mediana era de 35 anys. Per cada 100 dones de 18 o més anys hi havia 89 homes.
La renda mediana per habitatge era de 35.769 $ i la renda mediana per família de 37.250 $. Els homes tenien una renda mediana de 31.875 $ mentre que les dones 22.321 $. La renda per capita de la població era de 12.671 $. Entorn del 6,7% de les famílies i l'11,3% de la població estaven per davall del llindar de pobresa.

## Poblacions més properes
El següent diagrama mostra les poblacions més properes.